# Keith Devlin
Keith J. Devlin (16 de marzo de 1947) es un matemático británico y escritor de ciencia popular. Ha vivido en los Estados Unidos desde 1987. Tiene doble nacionalidad estadounidense-británico.

## Biografía
Devlin obtuvo un BSc (Especial) en Matemáticas en King's College de Londres en 1968, y un PhD en Matemáticas en la Universidad de Bristol en 1971 bajo la supervisión de Frederick Rowbottom. Es cofundador y director ejecutivo del Instituto de Investigación  Avanzada de Ciencias humanas y tecnologías de la Universidad Stanford, cofundador de la Red de investigación Stanford mediaX, e investigador sénior en el Centro para el Estudio del Lenguaje e Información (CSLI). También participa como comentarista  en la edición de fin de semana de la Radio Pública Nacional (NPR), donde se le conoce como «El Chico de las Matemáticas».